# Circus Krone

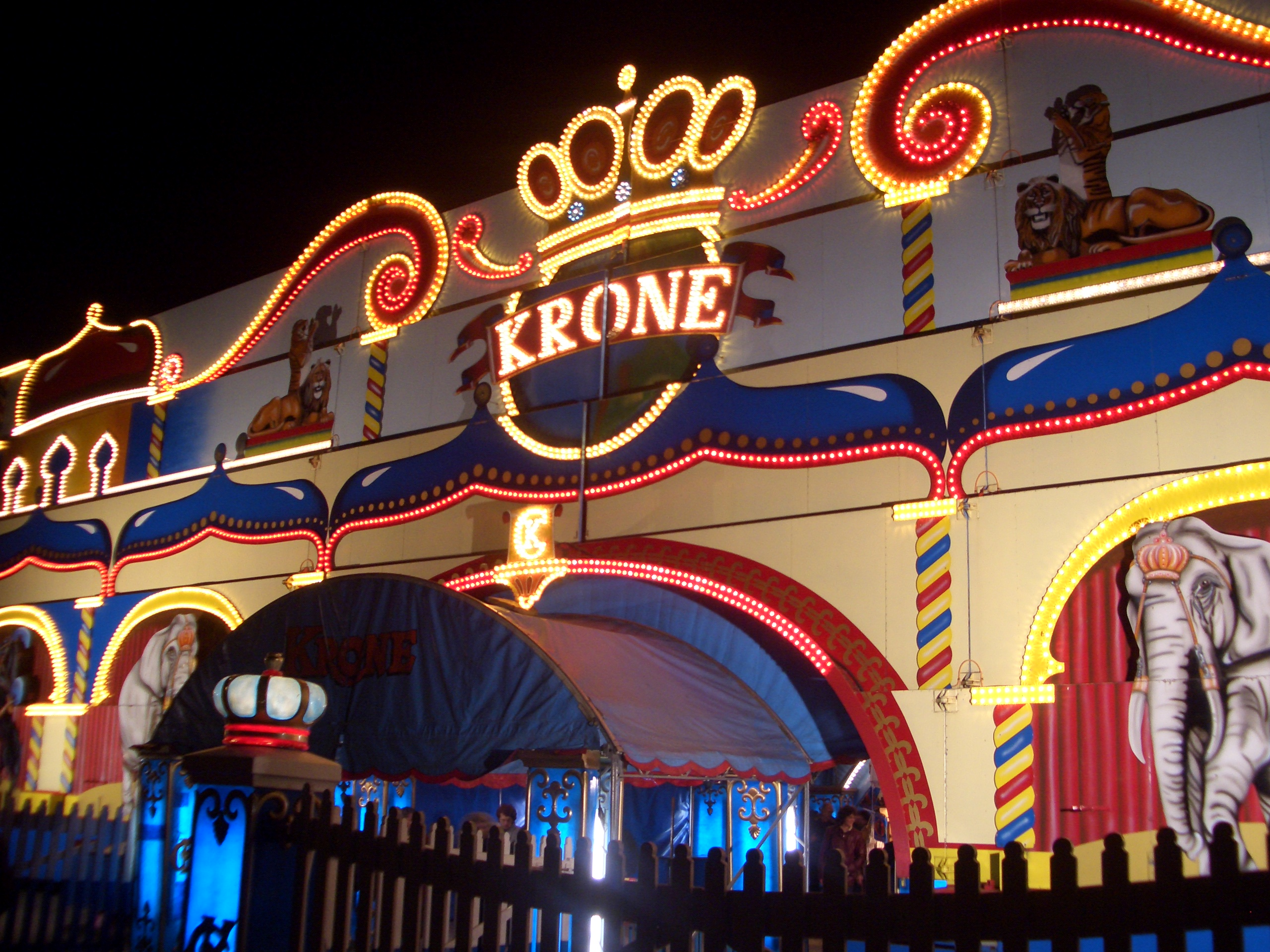
De ingang van Circus Krone

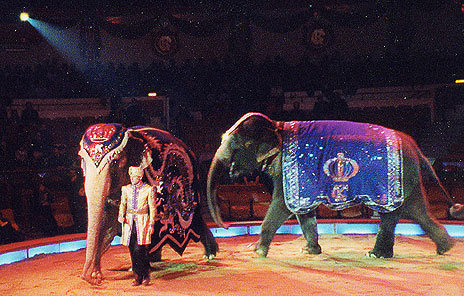
Stalmeester Dan Koehl met Olifanten Bara en Delhi op Cirkus Krone, in de Kronebau

Het Circus Krone is het grootste circus van Europa. Het dankt zijn naam aan de oprichter van het circus Carl Krone. Circus Krone is in 1905 opgericht in Duitsland en is het enige circus in West-Europa dat ook in een gebouw is gehuisvest, namelijk in de Kronebau in München.

## Afbeeldingen

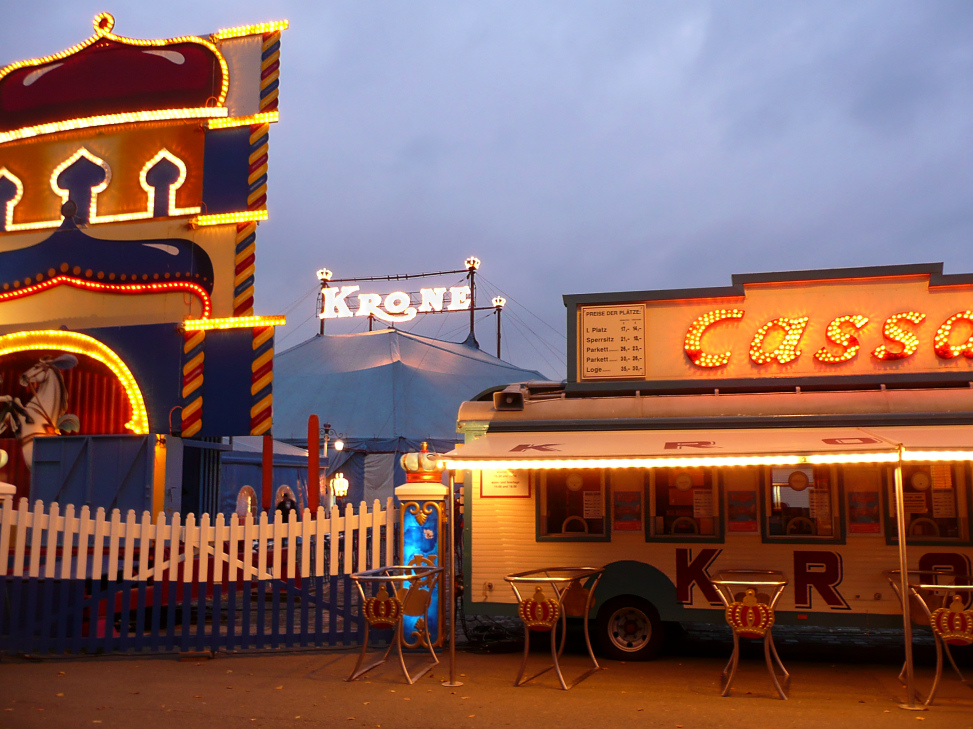
Ingangsportaal, circustent en kassawagen
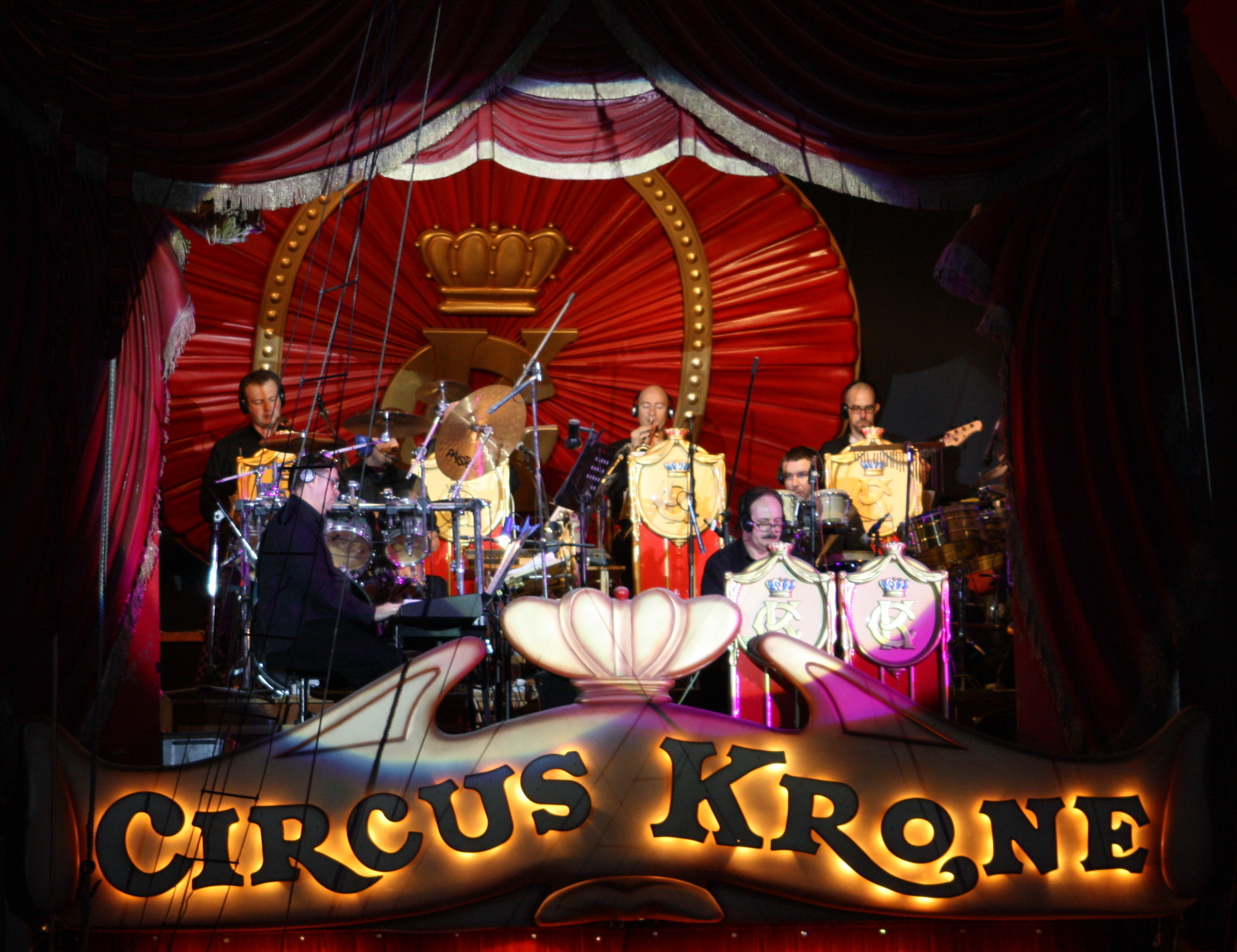
Circusorkest
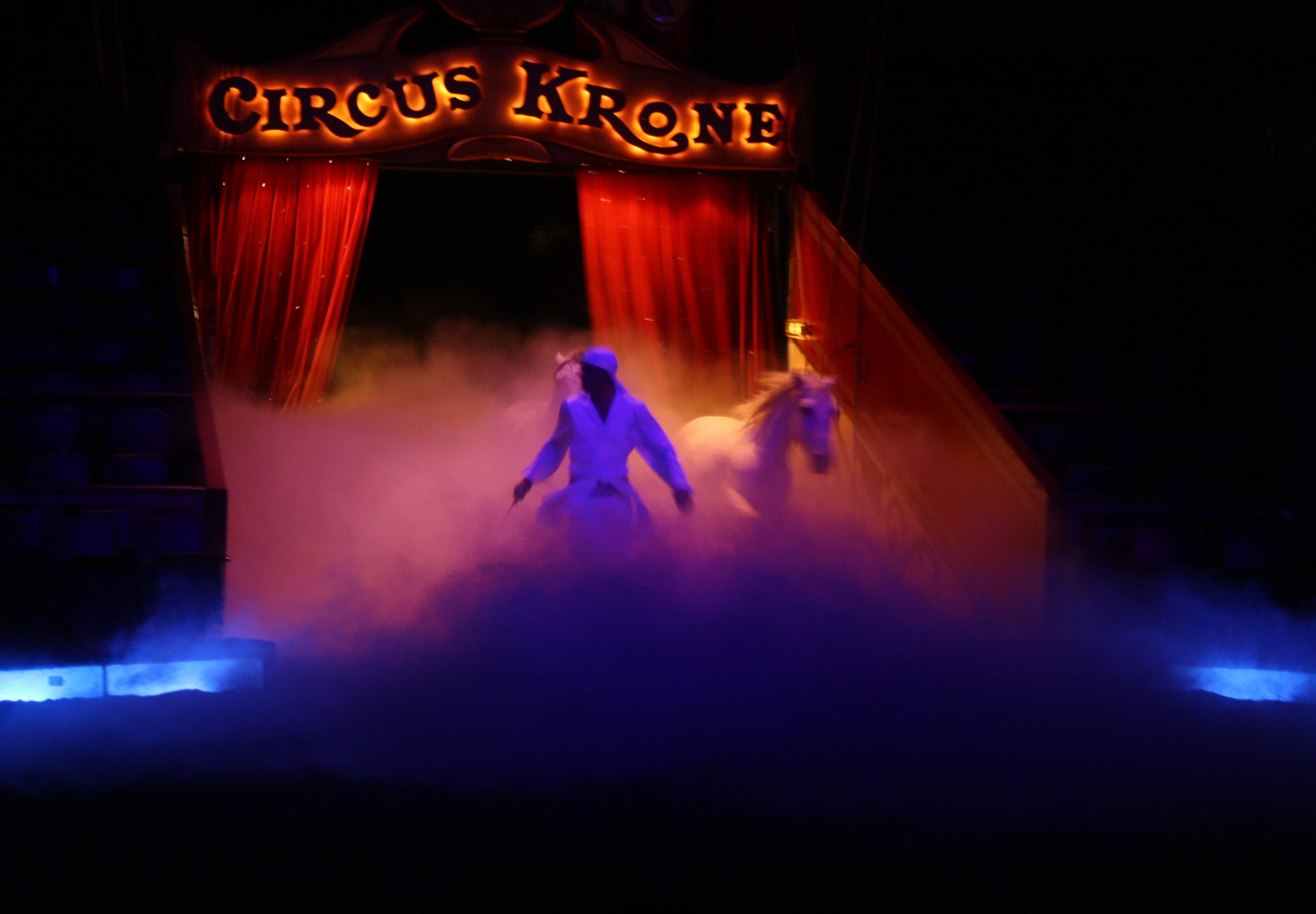
Paardendressuur
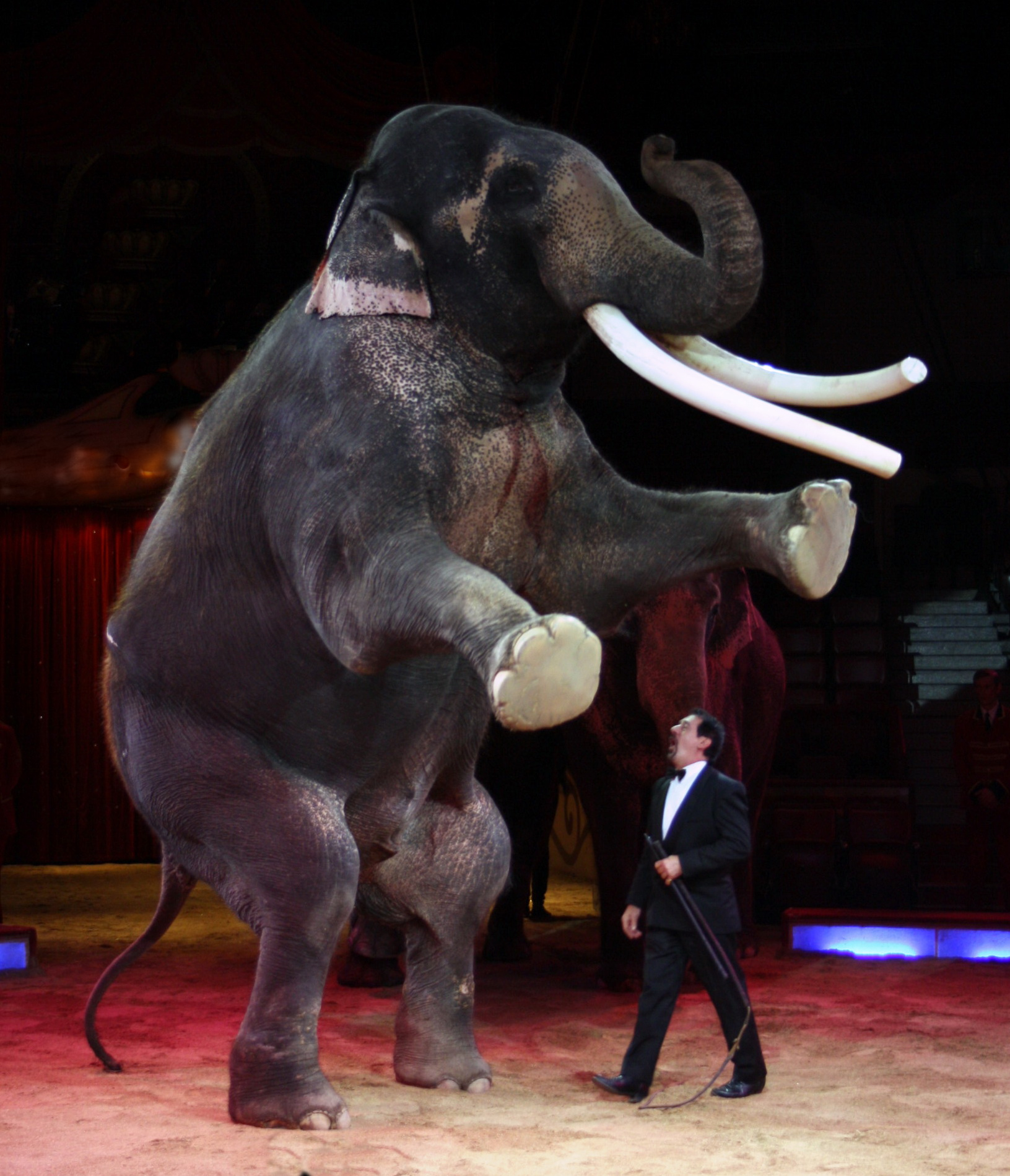
Olifant Colonel Joe
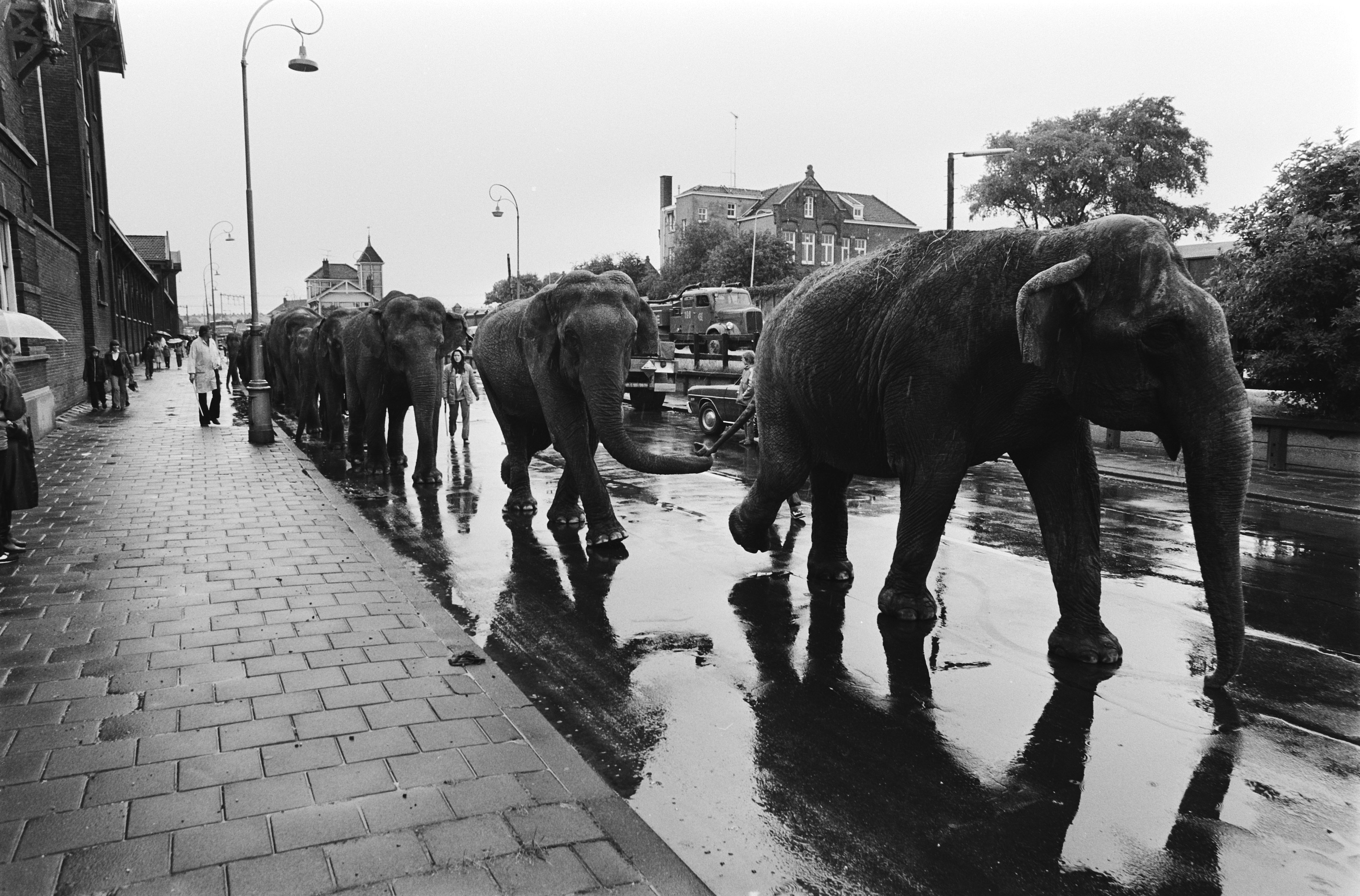
Olifanten van Circus Krone. Amsterdam, 1980.